# Couvent des Augustins de Bourges
Le couvent des Augustins de Bourges est un ancien couvent fondé au XIIIe siècle à Bourges dans le Berry, dans l'actuel département Centre-Val de Loire, France. Les bâtiments conventuels qui en subsistent sont protégés au titre de monument historique depuis 1992.

## Localisation
L'ancien couvent est accessible par un passage privé aménagé au no 73 de la rue Mirebeau (anciennement rue des Augustins) entre deux maisons édifiées en 1825. L'îlot compris entre cette rue, la rue Calvin et la rue Jean-Girard, était autrefois intégralement occupé par les bâtiments conventuels. La cour des Augustins qui débute rue Jean-Girard pénètre au cœur de cet îlot.    

## Histoire
Le couvent des Augustins de Bourges fut fondé vers 1299/1300 à la demande de l'archevêque de Bourges Ægidius Colonna (Gilles de Rome), ancien prieur de l'Ordre des Eremites de Saint-Augustin. Les moines bénéficièrent pour leur établissement des bâtiments de l'ancien couvent des Sachets de Bourges ou des frères du Sac de l'Ordre de la Pénitence Jésus-Christ, établi dès avant 1261 près de la porte Saint-Privé de l'enceinte de la ville de Bourges et abandonné par ces derniers à la suite de la suppression de leur ordre en 1274. 
Les bâtiments conventuels furent partiellement détruits en 1487 lors du grand incendie de Bourges et relevés à la fin du XVe siècle et au début du XVIe siècle, notamment le réfectoire, le dortoir, l’église conventuelle et la chapelle Saint-Jacques. Le cloître a été fortement remanié au début du XVIIIe siècle.
En 1825, le portail construit rue Mirebeau entre les deux maisons privées mentionnées ci-dessus devient la nouvelle entrée du couvent.

## Protection
Un arrêté du 20 juillet 1992 protège le couvent au titre des monuments historiques : l'ancien couvent et ses sols (à l'angle des rue Mirebeau et rue Calvin) sont classés ; les deux maisons et le portail de l'entrée ainsi que les vestiges de l'église conventuelle sont inscrits.